# Souvenirs d'un marchand de tableaux
Souvenirs d'un marchand de tableaux est un recueil de mémoires du marchand d'art, galeriste, éditeur et écrivain français Ambroise Vollard, né à Saint-Denis de La Réunion le 3 juillet 1866 et mort à Versailles le 22 juillet 1939. 
L'ouvrage paraît d'abord en 1936 à Boston sous le titre anglais de Recollections of a Picture Dealer avant d'être publié en français par Albin Michel en 1937. Il a depuis lors fait l'objet de multiples rééditions, les dernières en date avec pour couverture Ambroise Vollard, un portrait de l'auteur peint par Auguste Renoir.